# Корнеева, Марина Александровна
Марина Александровна Корнеева (10 октября 1980 года, Семипалатинск, Восточно-Казахстанская область, Казахская ССР, СССР) — российская самбистка и дзюдоистка, чемпионка и призёр чемпионатов России и мира по самбо, обладательница Кубка России по самбо, Заслуженный мастер спорта России по самбо, мастер спорта России по дзюдо.

## Биография
Родилась 10 октября 1980 года в Семипалатинске. В 1993 году семья переехала в Юргу. В 1995 году начала заниматься борьбой. Её тренировал Заслуженный тренер России Владимир Иванович Гончаров. В 2009 году окончила Новосибирский государственный педагогический университет. Ей была присвоена квалификация «Специалист по физической культуре и спорту». С декабря 1996 года работала спортсменом-инструктором по самбо. В настоящее время работает в Новосибирске в МБУ ДО СДЮСШОР «Центр спортивной борьбы», 3 года работала инструктором-методистом.
Замужем за Антоном Мартенсоном, у пары есть сын Всеволод.

## Спортивные результаты
- 3-кратная победительница первенства России среди юниорок (1999, 2000, 2002 годы);
- 2-кратная чемпионка мира по самбо среди молодежи (Санкт-Петербург — 1999, Оранжеловец (Югославия) — 2002);
- бронзовый призёр первенства мира среди молодёжи (Лас-Пальмас-де-Гран-Канария (Испания), 2000);
- обладательница Кубка России (Кстово, 2002);
- 5-кратная чемпионка России (Березняки — 2004; Ржев — 2005; Иркутск — 2006; Брянск — 2007; Астрахань — 2008);
- серебряный призёр чемпионата мира (Кишинёв — 2004);
- 2-кратная чемпионка мира (София — 2006; Прага — 2007);
- 2-кратная чемпионка Азии (Ташкент — 2003; Уральск (Казахстан) — 2004);
- 3-кратная победительница Гран-при «Звезды мира» (Ташкент, 2001, 2003, 2005);
- победительница этапа Кубка Мира по самбо (Москва — 2008);[1]
- чемпионка Всемирных игр (Пусан — 2008);[2]
- победительница первенства Азиатских федеральных округов России (Челябинск — 2010);
- Чемпионат России по самбо среди женщин 2014 года — .